# Morti nel 1092
| Questa pagina contiene informazioni ricavate automaticamente dalle voci biografiche con l'ausilio del template Bio e di un bot. L'aggiornamento è periodico e automatico e ricostruisce completamente la pagina. Se manca una persona in questa lista, sei pregato di non aggiungerla, ma accertati piuttosto che la sua voce biografica contenga il template Bio e che i dati anagrafici siano correttamente compilati. Se il template Bio manca, inseriscilo tu stesso o, in alternativa, metti l'avviso {{tmp\|Bio}} che ne segnala la mancanza. Se i dati riportati sono sbagliati, correggi direttamente la voce biografica; le modifiche saranno visibili in questa lista entro pochi giorni. Per chiarimenti vedi il progetto biografie. La lista contiene solo le 10 persone che sono citate nell'enciclopedia e per le quali è stato implementato correttamente il template Bio. Pagina aggiornata al 10 giu 2025. |

- 14 gennaio - Vratislao II di Boemia, nobile boemo
- 6 giugno - Cirillo II di Alessandria, arcivescovo cristiano orientale egiziano
- 6 settembre - Corrado I di Boemia, sovrano boemo
- 14 ottobre - Nizam al-Mulk, scrittore persiano (n. 1018)
- 19 novembre - Malik Shah I, sovrano (n. 1055)
- Abu l-Qasim, politico persiano
- Ermengol IV d'Urgell, conte
- Filareto Bracamio, generale bizantino
- Guglielmo III, vescovo italiano
- Giordano d'Altavilla, condottiero normanno